# Gennaro Magri
Gennaro Magri est un danseur et chorégraphe napolitain du XVIIIe siècle, qui se produisit et travailla à travers l'Europe, notamment en Autriche et en Espagne, en particulier à Madrid où il est mort.
Les dates de naissance et de mort restent inconnues à ce jour.
Il a écrit le seul traité de danse théâtrale du XVIIIe siècle, le Trattato teorico-prattico di ballo (1779,).